# Faye Glenn Abdellah

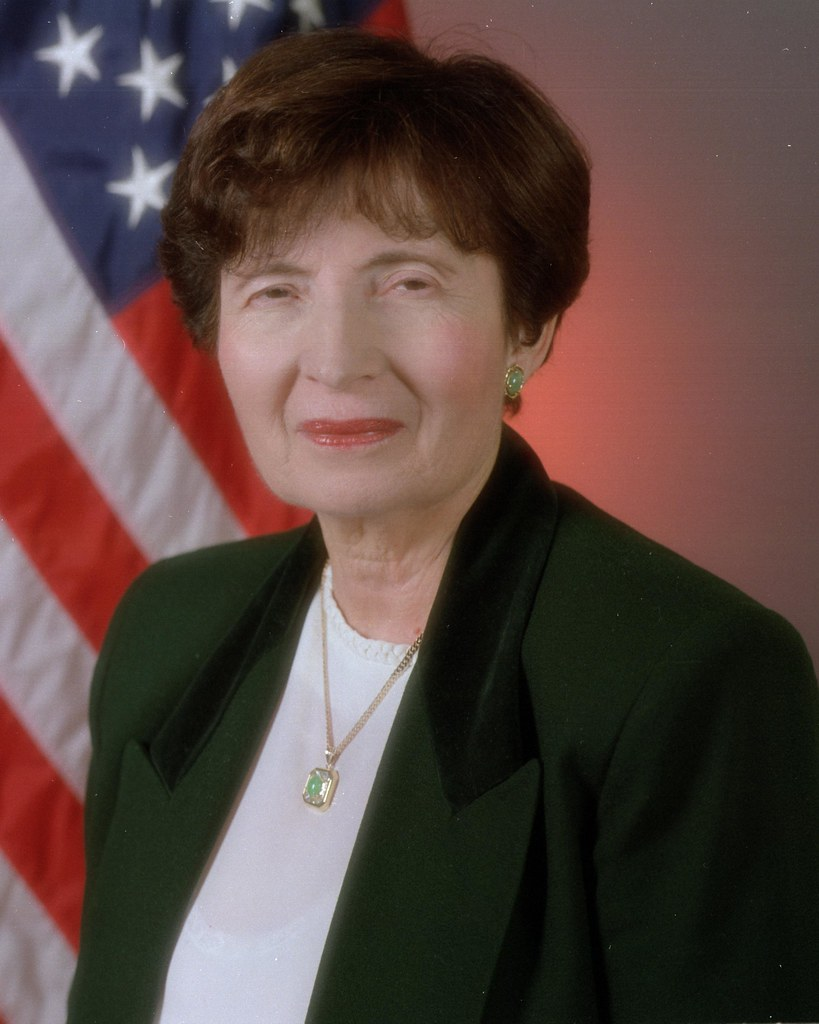
Faye Glenn Abdellah

Faye Glenn Abdellah (* 13. März 1919 in New York City; † 24. Februar 2017) war eine US-amerikanische Krankenschwester, Konteradmiralin und Pionierin der Pflegeforschung.

## Leben
Der Absturz des Luftschiffes Hindenburg in Lakehurst, den Faye Glenn Abdellah 1937 als Augenzeugin miterlebte, inspirierte sie, Krankenschwester zu werden. Sie erwarb 1942 ihr Diplom als Krankenschwester an der „Fitkin Memorial Hospital’s School of Nursing“ (heute: „Ann May School of Nursing“) in Neptune, New Jersey. Es folgte ein pflegewissenschaftliches Bachelor- und Masterdiplom am Teachers College der Columbia-Universität New York City. Hier promovierte sie auch. Ihren Schwerpunkt legte sie anschließend auf die Gesundheitsfürsorge und entwickelte mehrere Health-Care Programme. Sie war außerdem sehr engagiert im Vorantreiben der Pflegeforschung. Sie entwickelte auch eine eigene patientenzentrierte Pflegetheorie, in der sie 21 Pflegeprobleme als grundlegend identifizierte. Ihre Fragestellung dabei lautete, wie eine Pflegekraft jemanden dazu befähigen kann, eine Problemlösung aktiv in die Hand zu nehmen („enabling approach“). In der Pflegewissenschaft wurde diese Pflegetheorie wegweisend für die Abkehr von der Krankheitszentrierung mit zeitgleicher Hinwendung zur Patientenzentrierung. 
In ihren Public Health Programmen thematisierte Abdellah den gruppenbezogenen Aspekt pflegerischen Handelns. In ihrer Pflegetheorie thematisierte sie hingegen das auf den einzelnen Kranken bezogene pflegerische Handeln. Abdellah gehört damit zu den wenigen Pflegetheoretikerinnen, die sowohl die Gruppe als auch das Individuum als Kristallisationspunkt pflegerischen Handelns betrachtete.
In den 50er Jahren wurden die ersten Studien zu Patientenerfahrungen angelegt. Abdellah wies im Befragungskonzept den Patienten die Rolle als Beobachtende und Berichtende des Behandlungsgeschehens wie. Die Ergebnisse der Befragung wurden als faktenorientierter Report dargestellt.
Faye Glenn Abdellah lehrte an mehreren Universitäten, so beispielsweise der School of Nursing der Yale-Universität (1945–1949), der Universität Seattle und der Universität von Colorado Boulder. In den Jahren zwischen 1950 und 1953 war sie als Pflegeoffizierin im Koreakrieg eingesetzt und erhielt den Titel einer Konteradmiralin. 1992 erhielt sie den Gustav O. Lienhard Award for Advancement of Health Care des Institute of Medicine.
Faye Glenn Abdellah wurde 1993 erste Dekanin der Pflegeschule „Uniformed Services University of the Health Services“ in Bethesda, Maryland. Diese Pflegeschule wurde nach dem Kriegsveteranen des Zweiten Weltkriegs, Daniel Ken Inouye, benannt. Abdellah führte hier vier Masterprogramm und drei PhD Programme für die Pflegepraxis ein.
Im Jahr 2002 legte sie alle Ämter nieder und wurde emeritiert.
Ihre wissenschaftlichen Arbeiten befinden sich in der „History of Medicine Division“ der „U.S. National Library of Medicine“.
Faye Glenn Abdellah wurde bestattet auf dem Ehrenfriedhof in Quantico, Prince William County, Virginia.

### Familie
Die Mutter von Faye Glenn Abdellah war Margaret Glenn Abdellah (1883–1952). Eine Schwester war Marty G. Abdellah (1917–1961). Ein Bruder war als Soldat im Zweiten Weltkrieg auf den Philippinen eingesetzt. Er trank dort vermutlich hochtoxisches Trinkwasser und verstarb an einem Prostatacarcinom.

### Wirkungsgeschichte
Auf Betreiben des ersten Nachkriegsrektors der Ruprecht-Karls-Universität Heidelberg, dem Chirurgen Karl-Heinrich Bauer (1890–1978), wurde nach dem Zweiten Weltkrieg an der Universität Heidelberg eine Schwesternschule ins Leben gerufen. Am Institut für Geschichte der Medizin der Universität Heidelberg verband der Medizinhistoriker Heinrich Schipperges (1918–2003) gemeinsam mit der Pflegewissenschaftlerin Antje Grauhan (1930–2010) die alte Hippokratische Tradition mit der Pflegetheorie von Faye Glenn Abdellah. Schipperges wandelte das Diätetikprogramm des Hippokrates um in die geometrische Figur des Kreises. Im Mittelpunkt des Kreises stand der Patient, wie Faye Glenn Abdellahs Pflegetheorie dies vorsah.
Faye Glenn Abdellah korrespondierte mit der hessischen Pflegewissenschaftlerin Hilde Steppe (1947–1999). Die Korrespondenz befindet sich in der Hilde Steppe Dokumentationsstelle der „University of Applied Sciences“ Frankfurt am Main.

## Schriften
- Patient-centered approaches to nursing. 2nd ed. Mac Millan, New York 1968.
- The federal role in nursing education. In: Nursing outlook. Band 35, Nr. 5, 1978, S. 224 f.
- Zusammen mit Eugene Levine: Better patient care through nursing research. 1979.
- Preparing nursing research for the 21st century: evolution, methodologies, challenges, Springer NYC 1996.

## Ehrungen
- Allied Signal Award für die gerontologische Forschung
- 1994: Living Legend, American Academy of Nursing[14]
- 2000: Aufnahme in die „National Women’s Hall of Fame“
- 2012: Aufnahme in die „American Nurses Association Hall of Fame“